# The Ballad of Bonnie and Clyde
The Ballad of Bonnie and Clyde är en låt, skriven av Mitch Murray och Peter Callander, och inspelad av Georgie Fame. Låten är inspirerad av den på sin tid kontroversiella filmen Bonnie och Clyde. Den går i samma stil som 1920-talets och 1930-talets jazzmusik och innehåller ljudeffekter av biljakter, polissirener och maskingevär. Låten utgavs som singel i december 1967 och blev en stor hit i Europa och Nordamerika tidigt 1968.

## Listplaceringar
| Lista (1967-1968) | Position              |
| ----------------- | --------------------- |
| Australien        | 5 (Go Set)            |
| Danmark           | 7 (DR "Top 20")       |
| Finland           | 38                    |
| Frankrike         | 7                     |
| Irland            | 4                     |
| Kanada            | 1                     |
| Nederländerna     | 5                     |
| Norge             | 7 (VG-lista)          |
| Nya Zeeland       | 2 (NZ Listner)        |
| Spanien           | 5                     |
| Storbritannien    | 1                     |
| Sverige           | 6 (Kvällstoppen)      |
| Sverige           | 8 (Tio i topp)        |
| USA               | 7 (Billboard Hot 100) |
| Västtyskland      | 9                     |
| Österrike         | 5                     |